# Laggiù nel Medioevo
Laggiù nel Medioevo (Ye Olden Days) è un film del 1933 diretto da Burt Gillett. È un cortometraggio animato della serie Mickey Mouse, prodotto dalla Walt Disney Productions e uscito negli Stati Uniti l'8 aprile 1933, distribuito dalla United Artists. Il film, un musical ambientato nell'Europa medievale, è conosciuto anche con il titolo Topolino menestrello. Per l'unica volta Pippo fa qui la parte dell'antagonista, tornando ad essere poi buono.

## Trama
Un re celebra  il matrimonio di sua figlia la principessa Minni con il principe Pippo, ma Minni rifiuta e il re ordina con rabbia alle guardie di  rinchiuderla nella torre alta del castello con la sua dama di compagnia Clarabella come giusta punizione per non aver accettato le nozze. Nel frattempo, arriva Topolino, un menestrello, che salva Minni dalla torre della reggia. Ma il re li scopre prima che possano fuggire e in un impeto di rabbia condanna a morte Topolino con la ghigliottina. Minni, però, confessa il suo amore per il menestrello e propone al padre di organizzare un combattimento tra lui e il principe; a questo punto il re accetta e organizza il duello fra i due pretendenti. Topolino inganna Pippo rompendogli la lancia e lo insegue finché il principe e il suo cavallo che viene sconfitto dal mulo del topo, escono dalla finestra della reggia, sfondandola. Alla fine il re acconsente al matrimonio fra i due fidanzati innamorati.

## Distribuzione

### Edizione italiana
Il doppiaggio italiano, approntato per la distribuzione in VHS, fu eseguito dalla Royfilm e diretto da Leslie La Penna su dialoghi di Manuela Marianetti; non essendo stata registrata una colonna internazionale, le musiche furono interamente sostituite da una versione sintetizzata. Dal 2005 il corto viene distribuito con un ridoppiaggio parziale in cui l'unica battuta di Pippo, "Col tempo imparerai ad amarmi" (in originale "I know you'll learn to love me") è sostituita con "Imparerai a volermi bene", doppiata però da Roberto Pedicini in sostituzione di Vittorio Amandola.
Anche alcune battute di Franco Chillemi sono state modificate rispetto alla versione precedente.

## Edizioni home video

### VHS
- Topolino & Minni innamorati (febbraio 1998)
- Topolino & C. – Avventure tutte da ridere (gennaio 2002)

### DVD
- Disney Cuori & Amori (10 febbraio 2004)
- Robin Hood (21 maggio 2007 e 4 novembre 2015)
- Walt Disney Treasures: Topolino in bianco e nero (16 aprile 2009)